# ゲオルギー・マクシミリアノヴィチ・レイフテンベルクスキー
ゲオルギー・マクシミリアノヴィチ・ロマノフスキー（ロシア語: Гео́ргий Максимилиа́нович Рома́новский, 1852年2月29日 - 1912年5月16日）は、ロシアの貴族。第6代ロイヒテンベルク公爵。

## 生涯
フランス系バイエルン貴族のロイヒテンベルク公マクシミリアン・ド・ボアルネと、その妻でロシア皇帝ニコライ1世の娘であるマリア・ニコラエヴナ大公女の間の末息子としてサンクトペテルブルクで生まれた。父がロシア皇帝の娘婿となるに際してロマノフスキー公爵の爵位を授けられたため、子供たちもこの称号で呼ばれた。ゲオルギーが生まれたその年に父が亡くなると、母は2年後に身分違いの再婚をしてロシアにいられなくなり、国外に移った。ゲオルギーとその兄姉は伯父のアレクサンドル皇太子（後のアレクサンドル2世）の手元で育てられた。
ゲオルギーは1879年5月12日にピョートル・オリデンブルクスキー公爵の末娘テレーザと結婚した。ゲオルギーの姉エヴゲニヤとテレーザの兄アレクサンドルが、1868年に結婚している。テレーザはドイツのオルデンブルク大公家の一員だが、皇帝パーヴェル1世の娘エカテリーナ・パヴロヴナを祖母とするため、ロシアで生まれ育ち、ゲオルギーと同じく広義のロシア帝室の一員と見なされていた。しかし1883年、テレーザは結婚後わずか4年で亡くなった。
1889年4月16日、ゲオルギーはセルゲイエフスクにおいて、モンテネグロ王ニコラ1世の娘スタナ（ロシア語名アナスタシア・ニコラエヴナ）と結婚した。スタナは姉妹と一緒に皇帝アレクサンドル3世の妻マリヤ・フョードロヴナの手元で育っており、結婚に際してはアレクサンドル3世から多額の花嫁持参金が与えられた。ゲオルギーとスタナは冬は黒海沿岸の領地で、春夏はペテルゴフの「ヴィラ・セルゲイエフスカヤ」という名前のダーチャで過ごす生活を送った。しかし2人の結婚生活は始めから不幸で、ゲオルギーはフランス人の愛妾を囲って妻を顧みなかった。ゲオルギーは1906年にスタナと離婚し、スタナは翌1907年にゲオルギーの従弟のニコライ・ニコラエヴィチ大公と再婚した。
ゲオルギーの2人の兄はいずれもロシア人の平民女性と貴賤結婚したため、ロイヒテンベルク公爵位を自分の子供たちに継がせられなかった。1901年に次兄のエヴゲニーが死ぬと、ゲオルギーがボアルネ家家長となり、ロイヒテンベルク公爵位を襲爵した。彼はまた聖アンドレイ勲章、聖ゲオルギー勲章をも受けている。

## 子女
最初の妻テレーザとの間には息子を1人もうけた。
- アレクサンドル（英語版）（1881年 - 1942年） - 第7代ロイヒテンベルク公爵

2番目の妻スタナとの間には1男1女をもうけた。
- セルゲイ（英語版）（1890年 - 1974年） - ロイヒテンベルク公爵家第8代当主
- エレナ（1892年 - 1971年） - ステパン・ティシュキェヴィチ伯爵と結婚